# Arcybractwo Męki Pańskiej
Arcybractwo Męki Pańskiej, Arcybractwo Dobrej Śmierci – świeckie zrzeszenie religijne, działające przy kościele oo. Franciszkanów w Krakowie.

## Historia
Arcybractwo założył w 1595 kanonik kapituły katedralnej w Krakowie, ksiądz Marcin Szyszkowski, późniejszy biskup krakowski. 9 czerwca 1595 roku poprowadził on pierwsze nabożeństwo brackie. Bractwo najprawdopodobniej kontynuowało tradycję i idee istniejącego już od XV wieku stowarzyszenia czcicieli Pana Jezusa Cierpiącego i Matki Bożej Bolesnej. Godłem bractwa była Pietà. Pierwszymi członkami bractwa byli kardynał Jerzy Radziwiłł i legat papieski kardynał Enrico Caetani. W 1597 roku papież Klemens VIII zatwierdził bractwo i nadał mu liczne odpusty. W 1605 papież Paweł V podniósł Bractwo Męki Pańskiej do rangi arcybractwa i nadał mu nowe odpusty i przywileje. Od początku swego istnienia bractwo cieszyło się dużą popularnością i było jednym z najważniejszych stowarzyszeń religijnych w Krakowie. Należeli do niego mieszczanie, duchowni, a nawet królowie. Spośród królów jego członkami byli m.in.: Zygmunt III Waza, Władysław IV, Jan Kazimierz, Jan III Sobieski. Anonimowość uczestnictwa zapewniały stroje: czarne habity i kaptury z wyciętymi otworami na oczy.
Arcybractwo, powołane do kontemplacji Męki Pańskiej, największe obowiązki miało w okresie wielkiego postu, kiedy to bracia uczestniczyli w liturgii w każdy piątek. Przywilejem bractwa było w Wielki Czwartek prawo do wykupywania z więzienia dłużników oraz, zgodnie z przywilejem nadanym przez Władysława IV, uratowanie jednego skazańca od śmierci. Ocalony brał potem udział w procesji, idąc między dwoma braćmi. W jednej ręce niósł zapaloną świecę, w drugiej trupią czaszkę. Cały orszak, odziany w rytualne stroje, recytował tekst pokutny, przyjęty jako hasło bractwa: Memento Homo Mori (pamiętaj człowiecze o śmierci). Bracia nieśli insygnia Męki Pańskiej, a podpierali się laskami zakończonymi trupimi czaszkami. W Wielki Piątek Arcybractwo odbywało procesję do siedmiu wybranych kościołów krakowskich. Od 1696 roku brało udział w odpuście, zwanym Emaus na Zwierzyńcu przy klasztorze Norbertanek. Procesja z trupimi czaszkami i piszczelami okrążała kościół trzy razy, aby potem zejść na dziedziniec ss. Norbertanek. Tam oczekiwała ich ksieni zakonu.
Członkowie bractwa prowadzili szeroką działalność charytatywną i społeczną: opiekowali się więźniami, młodzieżą terminującą w cechach rzemieślniczych, a także ubogimi i chorymi. Do umierających sprowadzali kapłanów, a zmarłym urządzali pogrzeby, stąd druga nazwa stowarzyszenia - Arcybractwo Dobrej Śmierci.
Po III rozbiorze Polski bractwo utraciło możliwość uwalniania więźniów i skazańców.
Obecnie Arcybractwo pełni jedynie funkcję liturgiczną, zachowując tradycyjne stroje i obyczaje. Do bractwa należy 20 osób i mogą wśród nich być tylko mężczyźni. Jednym z jego członków jest fotograf Adam Bujak.
Kapelanem bractwa był o. Cecylian Niezgoda.

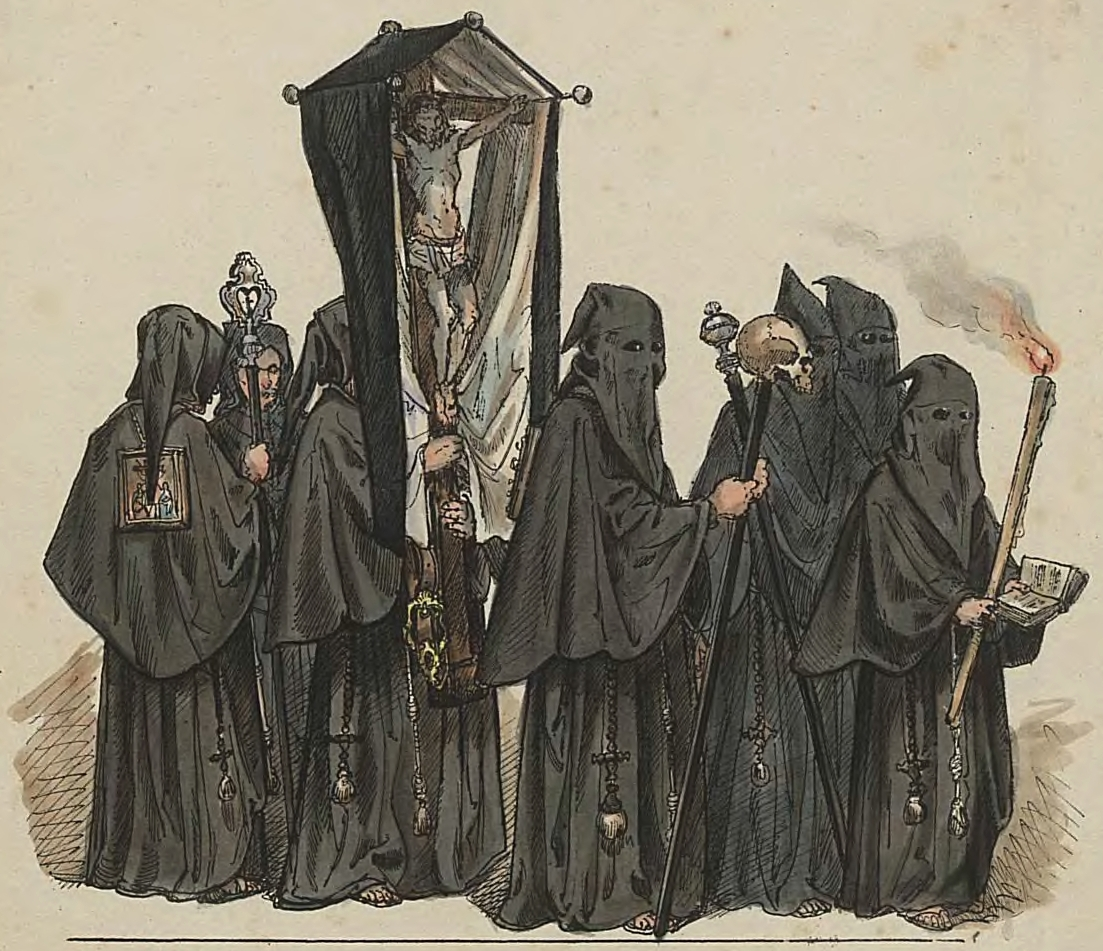
Orszak Bractwa Męki Pańskiej. Ilustracja Jana Matejki z Ubiorów w Polsce, 2. poł. XIX wieku.
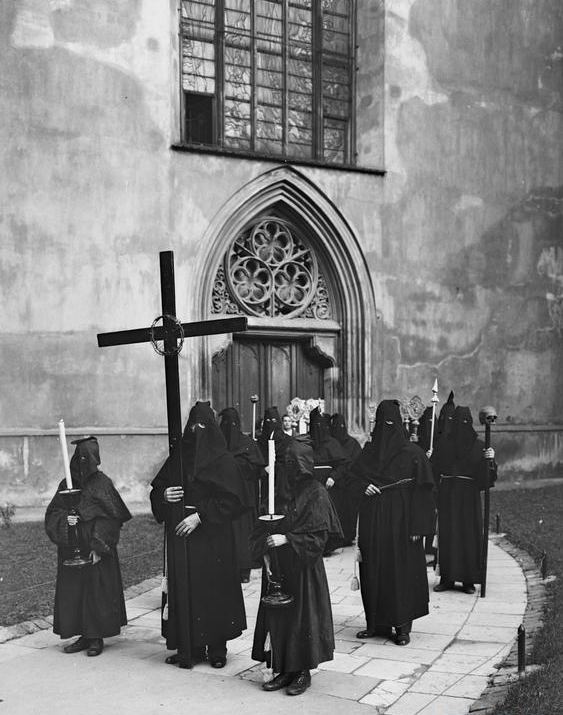
Procesja przed kościołem OO. Franciszkanów w Krakowie.